# United States Code
Lo United States Code (abbreviato US Code, U.S.C. o USC, nella sua forma ufficiale Code of Laws of the United States of America, sovente rintracciabile come Code of Laws of the United States) è la raccolta e codifica delle leggi federali degli Stati Uniti d'America.

## Storia
I primi tentativi di codificare gli atti del Congresso furono fatti da editori privati; questi erano utili riassunti per scopi di ricerca ma non godevano di alcuno status ufficiale. Il Congresso introdusse una codifica ufficiale chiamata Revised Statutes, approvata il 22 giugno 1874, delle leggi approvate a partire dal 1º dicembre 1873. Il Congresso ne approvò una versione corretta nel 1878. Pur essendo considerati un provvedimento positivo, i Revised Statutes non furono inseriti nel codice ufficiale, così che i ricercatori degli anni seguenti dovettero nuovamente districarsi tra i volumi degli Statutes at Large. Secondo la prefazione del codice, "Dal 1897 al 1907 fu affidato ad una commissione il compito di codificare la grande massa di leggi accumulate. Il lavoro della commissione richiese più di 300.000$ ma non fu mai portato a termine".
All'inizio del XX secolo negli anni '20 alcuni membri del Congresso riportarono alla luce il progetto di archiviazione: il risultato fu l'approvazione del Codice degli Stati Uniti nel 1926.
La versione ufficiale del codice viene pubblicata dall'Office of the Law Revision Counsel (LRC) sotto forma di una serie di volumi cartacei. La prima edizione del codice era contenuta in un unico volume; attualmente, occupa alcuni grandi tomi. Normalmente una nuova edizione del codice viene data alle stampe ogni sei anni, con i supplementi annuali che identificano i cambiamenti fatti ad ogni seduta del Congresso. In pratica, tuttavia, il codice viene mantenuto aggiornato su base corrente nel momento in cui le leggi vengono approvate e le note vengono scritte ai margini delle slip laws ad indicare dove sarà codificata ciascuna sezione. Sia l'LRC che il GPO mettono a disposizione del pubblico versioni elettroniche del codice. La versione elettronica però può risultare arretrata di oltre 18 mesi rispetto alla legislazione corrente, ma costituisce comunque la versione ufficiale più aggiornata. Possono comunque essere consultate delle versioni online gratuite, per esempio quelle di Findlaw o del Cornell's Legal Information Institute (vedi Collegamenti esterni sotto).

## Il procedimento di codifica
Il testo ufficiale di un atto del Congresso è la versione data alle stampe dell'enrolled bill, il disegno di legge sottoposto al Presidente perché venga firmato o respinto. A partire dalla sua promulgazione, il disegno di legge originale viene inviato all'archivista – ovvero il capo supervisore della National Archives and Records Administration – mentre una copia, detta slip law, viene pubblicata in forma di volantino dal Government Printing Office. L'archivista raccoglie in volumi le leggi promulgate ogni anno e le pubblica come United States Statutes at Large. Per legge, il testo dello Statutes at Large rappresenta l'"evidenza legale" delle leggi approvate dal Congresso.
Tuttavia, lo Statutes at Large non è un comodo strumento di ricerca delle leggi. Esso viene ordinato secondo un criterio squisitamente cronologico, in modo tale che le leggi che si riferiscono ad argomenti simili possono venire sparpagliate in più volumi. Gli statuti spesso abrogano o emendano leggi precedenti, per cui è necessario un riferimento incrociato per determinare di volta in volta quale legge sia in vigore.
Il codice nasce quindi dallo sforzo di rendere facilmente rintracciabili gli statuti rilevanti in vigore, riorganizzandoli per materia d'oggetto ed eliminando le sezioni emendate non più in vigore. Il codice è curato dall'Office of the Law Revision Counsel della Camera dei Rappresentanti che determina gli statuti che devono essere codificati, le leggi preesistenti da abrogare o emendare e quelle che non sono più in vigore semplicemente perché ne sono scaduti i termini.
Soltanto le leggi "generali e permanenti" vengono codificate; in genere il codice non include provvedimenti che si applicano solo ad un numero limitato di persone (private law) o per un periodo di tempo limitato, come la maggior parte degli atti di appropriazione o le leggi di bilancio, che si applicano per un singolo anno fiscale. Se tuttavia questi provvedimenti limitati sono importanti possono essere pubblicati come "note" sotto le relative sezioni del codice. Di solito il testo di ogni statuto viene incorporato nel codice così come approvato. A volte, però, vengono fatti dei cambiamenti editoriali (per esempio, la frase "la data di approvazione di questo atto" viene convertita con la data effettiva).
Grazie a questo approccio, uno statuto che reca un unico nome (come il Taft-Hartley Act, o l'atto di embargo del 1807) può apparire in un'unica sezione del codice oppure no. Spesso la complessità della legislazione raccoglie insieme una serie di provvedimenti per trattare un medesimo problema sociale o di governo; queste disposizioni il più delle volte vengono registrate in aree separate del codice. Per esempio, una legge che prevede sgravi fiscali per le aziende agricole a conduzione familiare può interessare il Titolo 7 (Agricoltura), il Titolo 26 (Tasse) e il Titolo 43 (Demanio pubblico). Quando la legge viene codificata, le varie disposizioni possono essere poste in parti diverse di ciascun titolo: tracce di questo processo si trovano generalmente nelle note che accompagnano l'instestazione del provvedimento associata al nome comune e nelle tabelle dei riferimenti incrociati che identificano le sezioni del codice che corrispondono a particolari atti del Congresso.
Per legge il codice funge da prova prima facie della legge in vigore. Lo Statutes at Large ne fornisce invece la prova definitiva.

## Struttura

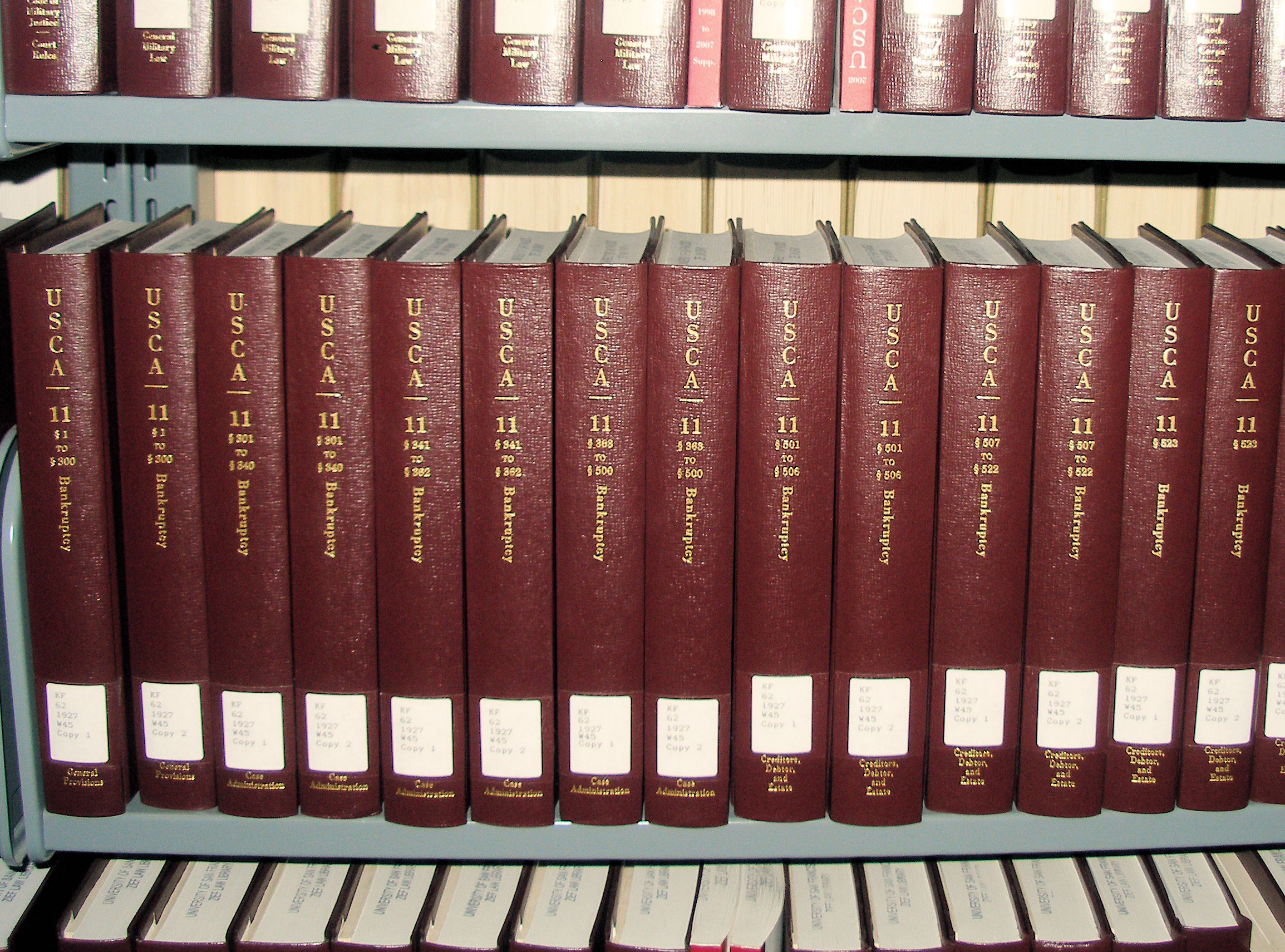
Alcuni volumi costituenti il Titolo 11.

Il codice è suddiviso in 54 titoli (al 2023) che si riferiscono alle vaste aree, organizzate logicamente, della legislazione. I titoli, a loro volta, possono essere opzionalmente suddivisi in sottotitoli, parti, sottoparti, capitoli e sottocapitoli. Tutti i titoli hanno delle sezioni (rappresentate da un §) che rappresentano la più piccola unità normativa coerente; tuttavia esse possono a loro volta dividersi in sottosezioni, paragrafi e clausole. Non tutti i titoli usano gli stessi criteri di suddivisione, per esempio:
- Nel Titolo 26 (Codice di tassazione) l'ordine di suddivisione prevede: Titolo - sottotitolo - capitolo - sottocapitolo - parte - sottoparte - sezione - sottosezione - paragrafo - sottoparagrafo - clausola - sottoclausola;

- Nel Titolo 38 (Benefici dei veterani) l'ordine di suddivisione prevede: Titolo - parte - capitolo - sottocapitolo - sezione.

In altri termini il Titolo rappresenta sempre la massima divisione del codice, la sezione la più piccola (eccezion fatta per sottosezioni, paragrafi, clausole, ecc.), ma i livelli intermedi variano in numero e sequenza da Titolo a Titolo.
La parola "titolo" in questo contesto è all'incirca sinonimo di "volume", anche se gran parte dei titoli più grandi occupano più volumi. Similmente, nessuna lunghezza particolare è associata alle altre suddivisioni; una sezione potrebbe occupare alcune pagine o anche solo poche righe. Alcune suddivisioni all'interno dei Titoli acquisiscono un significato proprio; ad esempio, è comune per gli avvocati riferirsi al "Capitolo 11" (bancarotta) o al "Sottocapitolo K" (partnership).
Quando le sezioni vengono abrogate, il loro testo viene cancellato e rimpiazzato da una nota che ne riassume il contenuto. Ciò è necessario affinché gli avvocati che si documentano sui vecchi casi possano capire l'oggetto su cui vertevano. Come risultato alcune porzioni del codice sono costituite esclusivamente da capitoli pieni di note storiche. Per esempio il Titolo 8, capitolo 7 è etichettato come "Esclusione del cinese". Esso contiene note storiche relative al Chinese Exclusion Act, che non è più in vigore.

## Titoli
Le righe in blu rappresentano le porzioni entrate a far parte del diritto positivo, ossia quelle disposizioni legislative entrate compiutamente a far parte della compilazione, la quale fa fede in tali sezioni. Per gli atti non ancora incorporati, difatti, ci si riferisce alla legge in sé nella sua interezza (c.d. “Statute-at-Large”) e quanto disposto dallo U.S. Code risulta solo “prima facie” evidenza di legge.
In tale riguardo, l’indicazione (*) indica almeno un'appendice di provvedimenti non ancora incorporati nel diritto positivo.
| Suddivisione          | Contenuto                                                         |
| --------------------- | ----------------------------------------------------------------- |
| Titolo 1              | Provvedimenti generali                                            |
| Titolo 2              | Il Congresso                                                      |
| Titolo 3              | Il Presidente                                                     |
| Titolo 4              | La bandiera e lo stemma, la sede del governo e gli stati federati |
| Titolo 5              | Organizzazione del Governo ed i suoi dipendenti*                  |
| Titolo 6 (originale)  | Patti di garanzia (abrogati e incorporati nel Titolo 31)          |
| Titolo 6              | Il Dipartimento di Sicurezza Nazionale                            |
| Titolo 7              | Agricoltura                                                       |
| Titolo 8              | Stranieri e Nazionalità                                           |
| Titolo 9              | Arbitrato                                                         |
| Titolo 10             | Le Forze Armate                                                   |
| Titolo 11             | Fallimento                                                        |
| Titolo 12             | Banche e sistema bancario                                         |
| Titolo 13             | Censo                                                             |
| Titolo 14             | La Guardia costiera                                               |
| Titolo 15             | Commercio                                                         |
| Titolo 16             | Conservazione del patrimonio naturale                             |
| Titolo 17             | Copyright                                                         |
| Titolo 18             | Crimini e Procedura penale*                                       |
| Titolo 19             | Doveri del consumatore                                            |
| Titolo 20             | Istruzione                                                        |
| Titolo 21             | L’Agenzia per gli alimenti e i medicinali                         |
| Titolo 22             | Affari esteri                                                     |
| Titolo 23             | Autostrade                                                        |
| Titolo 24             | Ospedali e cliniche psichiatriche                                 |
| Titolo 25             | Indiani d’America                                                 |
| Titolo 26             | Fisco                                                             |
| Titolo 27             | Bevande alcoliche                                                 |
| Titolo 28             | Sistema giudiziario                                               |
| Titolo 29             | Lavoro                                                            |
| Titolo 30             | Miniere                                                           |
| Titolo 31             | Denaro e finanza                                                  |
| Titolo 32             | La Guardia Nazionale                                              |
| Titolo 33             | Navigazione                                                       |
| Titolo 34 (originale) | La Marina (abrogato ed incorporato nel Titolo 10)                 |
| Titolo 34             | Controllo del crimine ed applicazione della legge                 |
| Titolo 35             | Brevetti                                                          |
| Titolo 36             | Osservanze, Cerimonie ed Organizzazioni patriottiche              |
| Titolo 37             | Pagamento e termini d'uso dei servizi uniformati                  |
| Titolo 38             | Benefici dei veterani                                             |
| Titolo 39             | Il Servizio postale                                               |
| Titolo 40             | Edilizia e lavori pubblici                                        |
| Titolo 41             | Edifici, Proprietà ed Contratti pubblici                          |
| Titolo 42             | Sistema sanitario nazionale e previdenza sociale                  |
| Titolo 43             | Demanio                                                           |
| Titolo 44             | Stampa e Documenti pubblici                                       |
| Titolo 45             | Ferrovie                                                          |
| Titolo 46             | Commercio marittimo*                                              |
| Titolo 47             | Telegrafi, telefoni e radiotelegrafi                              |
| Titolo 48             | Territori e possedimenti insulari                                 |
| Titolo 49             | Trasporti                                                         |
| Titolo 50             | Guerra e Difesa nazionale                                         |
| Titolo 51             | Programmi spaziali nazionali e commerciali                        |
| Titolo 52             | Votazioni ed elezioni                                             |
| Titolo 53             | [Riservato]                                                       |
| Titolo 54             | Il Servizio dei Parchi nazionali e programmi correlati            |